# Spilonotella
Spilonotella là một chi bọ cánh cứng trong họ Chrysomelidae.
Chi này được miêu tả khoa học năm 1905 bởi Cockerell.

## Các loài
Chi này gồm các loài:
- Spilonotella sagax (Weise, 1902)